# Pollhill
Pollhill est un hameau près de Harrietsham et de la ville de Maidstone dans le Kent.